# Heiko Schumacher
Heiko Schumacher (* 16. Februar 1982 in Trier) ist ein deutscher Baseballspieler. Er spielt als Left Fielder für die Baseball-Bundesligamannschaft der Paderborn Untouchables, mit der er in den Jahren 2002 bis 2005 Deutscher Baseballmeister wurde.
Am 18. Dezember 2010 gewann er eine Million Euro bei Schlag den Raab. Bedingt durch eine Verletzung Stefan Raabs mussten in dieser Ausgabe beide Spieler die schwächere Hand benutzen. Schumacher schlug Raab nach 13 von 15 Spielen, was keinem Kandidaten in den vorherigen 25 Shows gelungen war.